# Мнесикл
Мнеси́кл (греч. Μνησικλής) — древнеафинский зодчий второй половины V в. до н. э., современник Перикла, работавший в стиле высокой классики.

## Работы

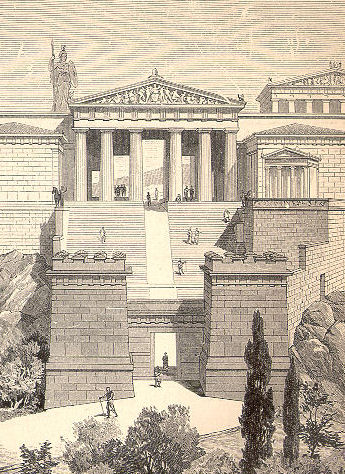
Пропилеи афинского Акрополя

Наиболее известной его работой являются Пропилеи — монументальные входные ворота афинского Акрополя, которые были построены с 437 г. до н. э. до 432 г. до н. э. В двух наружных портиках Пропилей был скопирован дорический стиль колонн Парфенона, оба здания должны были составлять визуальное единство. Портики соединяет внутренняя колоннада в ионическом стиле. Северное крыло Пропилей занимала пинакотека.
Первоначальный проект этого сооружения, как было доказано Дернфельдом, предполагался гораздо более грандиозным, но не был приведен в исполнение по причинам, не известным с точностью. Предполагают, что тут играла роль враждебная Периклу партия, прикрывавшаяся религиозными соображениями, так как Пропилеи должны были занять собою часть участка земли, посвященного Артемиде Бравронии и уничтожить часть считавшейся священною пеласгической стены.
Пропилеи были закончены до начала Пелопоннесской войны в 432 г.до н.э.
Мнесикл также работал на строительстве Эрехтейона с 421 г. до н. э. до 405 г. до н. э.